# Лесли (Џорџија)
Лесли (енгл. Leslie) град је у америчкој савезној држави Џорџија. По попису становништва из 2010. у њему је живело 409 становника.

## Демографија
Према попису становништва из 2010. у граду је живело 409 становника, што је 46 (10,1%) становника мање него 2000. године.
| Група             | 2000.       | 2010.       |
| Белци             | 229 (50,3%) | 206 (50,4%) |
| Афроамериканци    | 205 (45,1%) | 173 (42,3%) |
| Азијати           | 0 (0,0%)    | 5 (1,2%)    |
| Хиспаноамериканци | 20 (4,4%)   | 24 (5,9%)   |
| Укупно            | 455         | 409         |